# Demokratisk konfederalism
Demokratisk konfederalism, även apoism, är en benämning på den form av socialism och marxism som utvecklades av Abdullah Öcalan. Öcalan presenterade ideologin i en deklaration 2005. Den kan beskrivas både som en egen tolkning av marxism och kommunism. Andra förekommande benämningar är  självförvaltningssocialism och kurdisk marxism. Kända organisationerna som förespråkar demokratisk konfederalism är PKK och YPG.